# 人質救出チーム
人質救出チーム（英: Hostage Rescue Team, HRT）は、アメリカ合衆国の連邦捜査局（FBI）の対テロ特殊部隊。

## 来歴

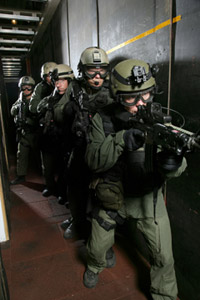
突入訓練を行うHRT

1984年のロサンゼルスオリンピックを控えて、FBIではその警備が問題となっていた。1972年のミュンヘンオリンピック事件は記憶に新しく、そのような惨事は避けなければいけなかった。同事件を契機として、大陸ヨーロッパでは、西ドイツ国境警備隊のGSG-9やパリ警視庁のBRI-BACなど法執行機関の対テロ作戦部隊の創設が相次いでいた一方、アメリカやイギリスでは、そのような作戦は軍の特殊部隊の任務であるとの意見が支配的だった。実際、1978年にアメリカ国内でのテロ事件を想定して行われたジョシュア・ジャンクション演習では、FBIは交渉などを担当したものの、実際の突入作戦はデルタフォースが行った。FBIでは、1973年よりSWAT部隊 (FBI Special Weapons and Tactics Teams) の編成に着手していたものの、任務は凶悪犯の検挙などに留められており、1980年のレークプラシッドオリンピックの警備に際して既存のSWATチームの集合運用を行なった結果、これらの部隊は対テロ作戦に必要な訓練を受けていないことが明らかになった。
しかしアメリカ合衆国では、民警団法（PCA）などの法的規制のために、平時における連邦軍の国内活動には制約が大きかった。また、軍の特殊部隊の装備・訓練は軍事行動に重点を置いており、特に国内での治安出動には不適な部分が多かった。1981年、FBIのウィリアム・ウェブスター長官がデルタフォースの演習を見学した際、装備品に手錠がないことに気づいて尋ねたところ、JSOCのリチャード・ショルティス少将は「手錠は必要ありません、逮捕は本官の任務ではないからです」と返答し、文民警察の対テロ作戦部隊の必要性を訴えた。ウェブスター長官は、元々は警察の対テロ作戦には懐疑的であったが、この訴えを理解し、意見を変えることにした。しかしFBI部内には、このような攻撃的な部隊は文民警察にそぐわないとの意見も根強く、抵抗が予想された。
このことから、ウェブスター長官はデモンストレーションを計画した。まず、FBIの幹部職員を伴ってデルタフォースとSEALsチーム6の対テロ演習を見学したのち、FBI訓練部の特殊作戦・研究課（Special Operations and Research Staff, SOARS）の教官によって同様の演習を行った。軍の特殊部隊は持てる限りの武力を行使しており、裁判所に持ち込むには不都合な部分が多かったのに対し、SOARSのFBI捜査官は、戦闘技術はデルタフォースから教わっていたにもかかわらず、射撃は最低限に留めて武装したテロリストのみを排除しており、不必要な流血は回避されていた。その違いは一見して明らかであり、文民警察官による対テロ作戦部隊というコンセプトは受け入れられるようになった。そしてFBIの対テロ作戦部隊として、1983年に創設されたのがHRTである。

## 編制

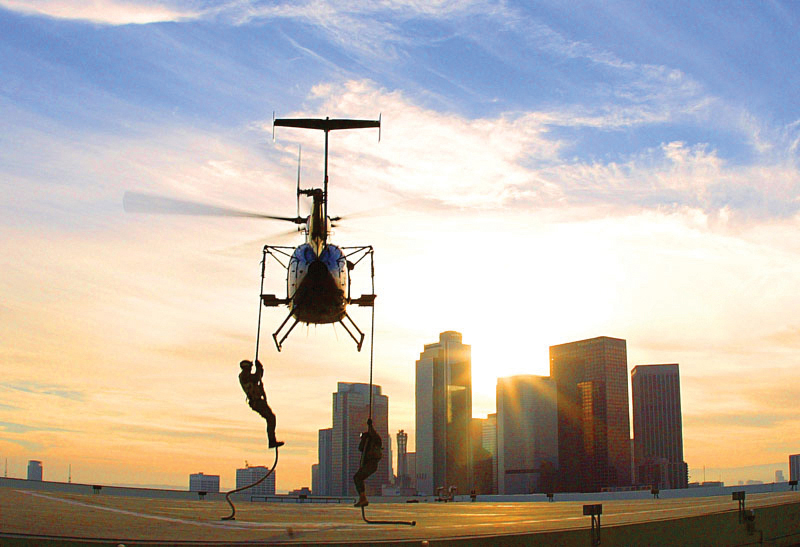
ヘリコプターからラペリング降下するHRT隊員

### 組織
1983年の創設当時、部隊は50名規模で編成された。1991年の時点では、「ブルー」と「ゴールド」の2つのセクションから構成されており、それぞれのセクションは7名編成の強襲チーム2個と8名編成の狙撃チーム1個から構成されていた。1996年には、アメリカ合衆国議会はHRT隊員を100名に増強することを承認した。また狙撃チームは7名編成となり、チーム数は倍増した。
FBIでは56ヶ所の各地方支局にそれぞれ1隊ずつのSWATチームが設置されており、うち14隊は増強型部隊（Enhanced SWAT）とされている。これらの部隊やFBI以外のSWATでも対応困難な事案が生じた場合、HRTが投入されることになっており、当初はワシントン支局の所属とされていたが、実質的には本部の直接指揮下にあった。下記の経緯により（#活動史参照）、戦術作戦要員の指揮系統の合理化が求められたことから、1994年、本部の内部部局である刑事・サイバー対策部に重大事件対応群（CIRG）が創設され、HRTはその指揮下に入った。HRTと各支局のSWATチーム、更に交渉人チームは、CIRGの戦術作戦課（Tactical Operations Section）のもとで統合運用される体制が整備され、HRTとSWATをあわせて、約1,200名の隊員を擁している。

### 人材

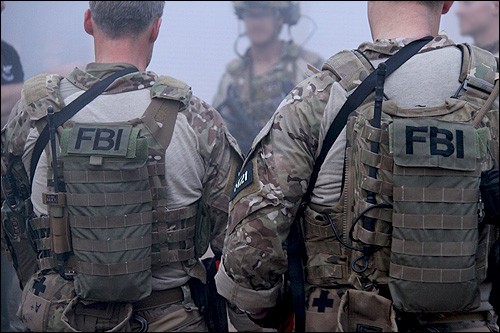
HRT隊員

HRTへの応募には3年以上のFBI特別捜査官としての現場勤務経験と優秀な業績評価が必要となる。2006年からより多くの候補者を募集する為にTRP（戦術採用プログラム）が導入され、米軍の地上戦闘職や他法執行機関のSWAT等で少なくとも3年以上の戦術的経験を有する志願者は、FBI特別捜査官の選抜過程を突破し、2年間現場勤務経験を完了するとHRTの応募資格を得られる。
2週間の選抜課程は極めて過酷であり、例えば1991年の第8世代の選抜課程では、36名が応募し、14名が合格、7名が採用された。新隊員訓練所（New Operator Training School, NOTS）では、2週間にわたる拳銃射撃術を皮切りに、5ヶ月に渡る訓練を受ける（2013年の時点では32週間に延長されていた）。これに加えて、狙撃手は、アメリカ海兵隊の前哨狙撃兵訓練所で2ヶ月に渡る訓練を受ける。またHRTでは、フランスのGIGNに倣って「人命を守るために」というモットーを導入しており、これにあわせて、専従の医療要員および救急車のほか、全隊員が80時間以上の本格的な医療訓練を受けている。
訓練課程の策定にあたってはデルタフォースやSEALsチーム6が全面的に協力しており、特にデルタフォースは自らの訓練施設を4週間に渡ってFBI捜査官に開放した。またSOARSが培っていた他国の同種部隊との伝手を利用して、西ドイツのGSG-9やフランスの国家憲兵隊治安介入部隊（GIGN）、イギリス陸軍の特殊空挺部隊（SAS）とも積極的に共同訓練を行った。

### 装備
HRTは原則的に独立行動能力を備えるように求められており、出動時には食料や医薬品、武器・弾薬、車両、発電機や通信機器など多くの資・機材を携行する。HRTの出動時装備はC-141輸送機1機に収まるように要求されていたため、隊員の個人装備はタクティカル・バッグ1個に切り詰められていた。例えば1992年8月の出動の際には、遠隔操作ロボットを搭載したバン1両、専従の医療要員をともなった救急車1両、ボックス・トラック1両、そしてMD 530ヘリコプター1機を、空軍予備役軍団の第459空輸航空団のC-141輸送機1機によって展開した。HRTは、このMD 530「リトル・バード」などのヘリコプターを保有しているほか、必要に応じてCIRGが運用する固定翼機の支援も受けることができる。また1990年代後半には、LAV-25歩兵戦闘車も導入された。

## 活動史
1991年8月27日にアラバマ州タラデガ連邦刑務所で囚人による暴動が発生した。刑務官5人が人質となったため、事件発生から10日後、HRTは指揮官ディック・ロバーツの命令により突入、囚人を制圧し人質を救出した。この際には、1発の発砲もなされず、重傷者を出すこともなかった。この功績により、ディック・ロバーツはBR1（Big Red One）として知られるようになった。しかし1992年8月のアイダホ州ルビーリッジにおける白人至上主義・孤立主義者（ウィーバー一家）に対する法執行（ルビーリッジの悲劇）、また1993年4月のテキサス州ウェーコにおけるブランチ・ダビディアンに対する法執行（ウェーコの悲劇）において、BR1の作戦指揮に疑義が呈されたことから、まもなく更迭された。
特にウェーコの悲劇は、HRTを含めてFBIの威信を大きく傷つけたことから、1994年4月、新任のフリー長官の指示により、本部の内部部局である刑事・サイバー対策部に重大事件対応群（CIRG）が創設された。これは、従来の内部部局や地方支分部局の垣根を超えて、重大な事件に集中的に対応する組織であり、HRTや各地方支分部局のSWATチーム、更に交渉人チームは、その戦術作戦課（Tactical Operations Section）のもとで統合運用されるようになった。